# Manuela de la Santa Cruz y Espejo
María Manuela Sebasta de Espejo y Aldaz, được gọi là Manuela de la Santa Cruz y Espejo (khoảng thời gian này thường có 4,5 tên trở lên) (tiếng Tây Ban Nha: Manuela de la Santa Cruz y Espejo; 20 tháng 12 năm 1753 - 1829) là một nhà báo, y tá người Ecuador, nữ quyền, và cách mạng. Cô là em gái của Eugenio Espejo, người mà cô đã thảo luận và chia sẻ Khai sáng và tư tưởng và ý tưởng cách mạng, ủng hộ cách mạng.

## Tiểu sử
María Manuela Sebasta de Espejo y Aldaz, cái tên xuất hiện trong hồ sơ rửa tội của La Iglesia de El Sagrario, sinh ngày 20 tháng 12 năm 1753 tại Quito, thủ đô của Real Audiencia cùng tên, một phần của Đế chế Tây Ban Nha. Cô là con gái thứ năm và cuối cùng của Luis Espejo và Catalina Aldaz, một giáo viên về thuốc và khoa học tự nhiên. Espejo kết hôn với José Mejía Lequerica, một luật sư 22 tuổi, ở Nhà thờ El Sagrario. Cuộc hôn nhân của họ được tài trợ bởi Juan de Dios Morales và vợ, María Oleas.  Mặc dù có chung lợi ích độc lập với Tây Ban Nha và khoa học, de Espejo đã rời khỏi để làm phó của Cádiz Cortes và nảy sinh mối quan hệ với Gertrudis Sanalova y Benito, một người Andalucia. Sanalova trở thành người thừa kế toàn cầu của de Espejo khi cô qua đời. Espejo sẽ sống bên cạnh gia đình Juan de Dios Morales.
Espejo sẽ đi cùng với anh trai của cô là Eugenio trong vai trò y tá trong các chuyến thăm y tế và cả hai sẽ có mặt trong nỗ lực cứu trợ sau khi cơn sốt vàng xảy ra ở Calle năm 1785. Cô sẽ chăm sóc cho một người anh em khác của mình, Juan Pablo de Espejo, khi anh bị bệnh Năm 1764, đưa cô vào cuộc chạy đua cho y tá đầu tiên của Ecuador. Kiến thức y khoa của cô được hỗ trợ bởi sự kế thừa của bách khoa toàn thư về y học gồm 26 tập của Lorenzo Heinster.
Espejo đã viết cho một tờ báo ở Guatemala với bút danh "Erophilia" để bảo vệ anh em của mình chống lại những lời buộc tội của chính phủ Tây Ban Nha và xuất bản các bản tuyên ngôn ủng hộ đối xử tốt hơn với phụ nữ và người nghèo.

## Trích dẫn
1. ↑  "10 mujeres ecuatorianas que marcaron la historia del país". El Comercio (bằng tiếng Tây Ban Nha). ngày 8 tháng 3 năm 2014. Truy cập ngày 15 tháng 10 năm 2015.
2. 1 2 3  Samaniego & Peñaherrera 2008.
3. 1 2  "Manuela Espejo". El Universo (bằng tiếng Tây Ban Nha). ngày 7 tháng 5 năm 2005. Truy cập ngày 15 tháng 10 năm 2015.
4. ↑  "Manuela Espejo". El Tiempo (bằng tiếng Tây Ban Nha). ngày 27 tháng 1 năm 2014. Bản gốc lưu trữ ngày 4 tháng 3 năm 2016. Truy cập ngày 15 tháng 10 năm 2015.